# 肺活量
肺活量為用力吸氣後盡力呼出的氣體總量，能夠反映一次呼吸時的最大通氣能力。它是潮气量（平时自由呼吸时一次所呼出的气量）、补吸气量（最大吸气时的增量）和补呼气量（最大呼气时的增量）三者的總和。其正常值为成人男子为3500毫升、女子2500毫升，有过专业训练的运动员可以达到8000毫升以上。肺活量反映了肺通气功能和身体机能状况，其意义在于以下几点：
- 测量呼吸肌收缩的力量及幅度，主要是膈肌、肋间内肌、肋间外肌和胸腹部的辅助呼吸肌，因为呼吸运动是由呼吸肌收缩来完成的，肺活量检测可确定主要呼吸肌的功能水平及胸腹部肌肉的发达程度。
- 反映胸廓的发育状况和在呼吸运动中胸廓容积的变化。
- 间接观察人体的肥胖度，如果腹部脂肪堆积就会影响膈肌，降低肺活量。
- 检测肺的通气功能，主要是肺泡的扩张能力及弹性回缩的能力，以及肺部气体的实际容量。